# Piet Springer
Johannes Petrus (Piet) Springer (Amsterdam, 10 juni 1863 – aldaar, 13 juni 1902) was een Nederlands architect en medewerker van de Dienst der Publieke Werken in Amsterdam.

## Leven en werk
Springer was de jongste zoon van assistent-stadsarchitect van Amsterdam, Willem Springer, en zijn vrouw Maria Anna Bijlager. Net als zijn vader werkte hij als tekenaar op het bureau van Dienst der Publieke Werken van de gemeente Amsterdam. In 1883 nam hij deel aan de Internationale Koloniale en Uitvoerhandel Tentoonstelling in Amsterdam en in 1884 droeg hij bij aan de voorbereidingen van het jubileumfeest van architectuurgenootschap Architectura et Amicitia. Ook won Springer omstreeks deze tijd een aantal architectuurprijsvragen. Springer bleef tot zijn dood werkzaam bij Publieke Werken. Op 1 augustus 1895 trouwde hij in Nieuwer-Amstel met Cornelia Aleida van der Heide. Hij overleed op 39-jarige leeftijd door een val van de trap.